# Унгуриу (Бузау)
Унгуриу (рум. Unguriu) насеље је у Румунији у округу Бузау у општини Унгуриу. Oпштина се налази на надморској висини од 174 m.

## Становништво
Према подацима из 2002. године у насељу је живело 2440 становника, од којих су сви румунске националности.